# Haluge
Haluge (cyr. Халуге) – wieś w Bośni i Hercegowinie, w Republice Serbskiej, w gminie Višegrad. W 2013 roku liczyła 43 mieszkańców.